# Chrysoclystis perornata
Chrysoclystis perornata är en fjärilsart som beskrevs av W. Warren 1896. Chrysoclystis perornata ingår i släktet Chrysoclystis och familjen mätare. Inga underarter finns listade i Catalogue of Life.